# 609 Bedtime Story
『609 Bedtime Story』（609 ベッドタイム ストーリー）は、オーム ‐ ティティワット・リットプラスートとフルーク ‐ ナタット・シリポントーン が主演するタイのドラマシリーズである。

## 概要
原作はサオワーイ・ランパン氏による同名の小説で、ドラマはタンワーリン・スカピシット氏が監督した。制作はALLTHIS entertainmentで、同社の初の制作作品である。
WeTV Originalsとして各国のWeTVにて配信され、日本ではRakuten TVにて本国と同時に配信された。WeTVのVIP会員とRakutenTVではWeTV一般会員より1話ずつ先行配信となった。また第10話から第11話までは、WeTV VIPで更に1週間先行視聴できる有料のFast Trackサービスが適用された。
最終話となる第11話は “Dream On（夢を見続けろ）” “Wake Up（目を覚ませ）” の2つのバージョンが存在し「自分で結末を選べるドラマ」として話題となった。2023年1月13日から23日の期間には視聴者投票が行われ、選ばれた “Wake Up（目を覚ませ）” バージョンから先に配信された。なお “Dream On（夢を見続けろ）” バージョンも翌週に配信となっている。

## あらすじ
609号室に住むマムはパブを経営しつつ、女遊びを繰り返していた。ある夜、夢の中に見知らぬ男性（デュー）が現れ、そのまま彼と体を重ねる。しかしそのすぐ後、彼はマムの目の前で謎の侵入者に銃で撃たれてしまった。その男性のことが頭から離れないマムは、その後も夢の中で彼と逢瀬を重ね、心を通わせてゆく。そして現実世界と夢の世界が時間の逆行するパラレルワールドだと気づき、デューの命を救う方法を探そうとする。

## キャスト
マム：オーム ‐ ティティワット・リットプラスート
パブのオーナー兼ステージ担当の歌手。女癖の悪い遊び人だが、周囲からはいざという時に頼りにされる存在。妹には頭が上がらない。
デュー：フルーク ‐ ナタット・シリポントーン
一人息子で、父親の経営する大企業の後継者。真面目で完璧主義者。ミントとは大学時代の同級生。
ミント：エミー ‐ タソーン･グリンニアム
マムの妹で、兄を諫めるしっかり者。大学時代からデューに思いを寄せている。
ウィー：プラスター ‐ ポーンピパット・パッタナセッターノン
パブのマネージャー。ゲームに言い寄られる一方、元恋人のことを引きずっている。
ゲーム：ポテー ‐ ワッチャラユ・スラデート
マムの親友でパブの共同経営者。ウィーのことが好きで猛アプローチをしている。
アン：ケンジ ‐ ワシン・パーヌマーポーン
デューの大学の同級生。学生時代からミントに片思いをしている。
ジョーイ：ゲット ‐ ソラウット・アルンワッタナーナン
デューの大学の同級生でアンの友人。
トン：トム ‐ チャックリット・ヨームパヨーム
パブの料理人。マムの相談に乗ってくれる。

## 各話リスト
| No.  | 配信日         | WeTV VIP・RakutenTV配信日 | 配信時間    | サブタイトル                        | サブタイトル（日本語版） |
| ---- | -------------- | ------------------------- | ----------- | ----------------------------------- | ------------------------ |
| 1    | 2022年12月2日  | 2022年12月2日             | 金曜日20:00 | THE BEGINNING OF THE PARALLEL WORLD | パラレルワールドの始まり |
| 2    | 2022年12月9日  | 2022年12月2日             | 金曜日20:00 | THE CHANGING WORLD                  | 変わりゆく世界           |
| 3    | 2022年12月16日 | 2022年12月9日             | 金曜日20:00 | THE TEST                            | ザ・テスト               |
| 4    | 2022年12月23日 | 2022年12月16日            | 金曜日20:00 | A BORDER THAT MUST BE CROSSED       | 交差する境界線           |
| 5    | 2022年12月30日 | 2022年12月23日            | 金曜日20:00 | THE RELATIVITY OF PARALLEL WORLD    | パラレルワールドの相対性 |
| 6    | 2023年1月6日   | 2022年12月30日            | 金曜日20:00 | THE MISSING PIECE                   | 欠けたピース             |
| 7    | 2023年1月13日  | 2023年1月6日              | 金曜日20:00 | THE BOILING POINT                   | 沸点                     |
| 8    | 2023年1月20日  | 2023年1月13日             | 金曜日20:00 | PREDESTINATION                      | 宿命                     |
| 9    | 2023年1月27日  | 2023年1月20日             | 金曜日20:00 | ON THE FIRST DAY WE SAY GOODBYE     | 出会いの日の別れ         |
| 10   | 2023年2月3日   | 2023年1月27日             | 金曜日20:00 | THE END OF THE PARALLEL WORLD       | パラレルワールドの終着点 |
| 11.1 | 2023年2月17日  | 2023年2月10日             | 金曜日20:00 | DREAM ON                            | 夢を見続けろ             |
| 11.2 | 2023年2月10日  | 2023年2月3日              | 金曜日20:00 | WAKE UP                             | 目を覚ませ               |
|      | 2023年2月24日  | 2023年2月17日             | 金曜日20:00 | Documentary                         | Documentary              |

## サウンドトラック
- PLAKFAI – 609[1]
- Ohm Thitiwat – 609(Acoustic Version)[2]
- Ohm Thitiwat – 609(Special Version)